# Chiesa di San Martino (Cugnasco-Gerra)
La chiesa-oratorio ex parrocchiale di San Martino di Tours è un edificio religioso che si trova a Ditto, frazione di Cugnasco-Gerra, in Canton Ticino.

## Storia
L'originario edificio medievale venne rimaneggiato nel corso dei secoli; nel XVI secolo la costruzione venne prolungata verso ovest. Fino al XVII secolo questo edificio fu la chiesa parrocchiale della comunità.

## Descrizione
La chiesa si presenta con una pianta a navata unica che termina in un'abside, con soffitto ligneo a travi in vista. 
Gli affreschi che ornano l'interno della costruzione sono stati realizzati tra il XV e il XVII secolo  dai Seregnesi e da Alessandro Gorla (1603), artisti attivi anche presso la Chiesa dei Santi Anna e Cristoforo.

## Galleria d'immagini

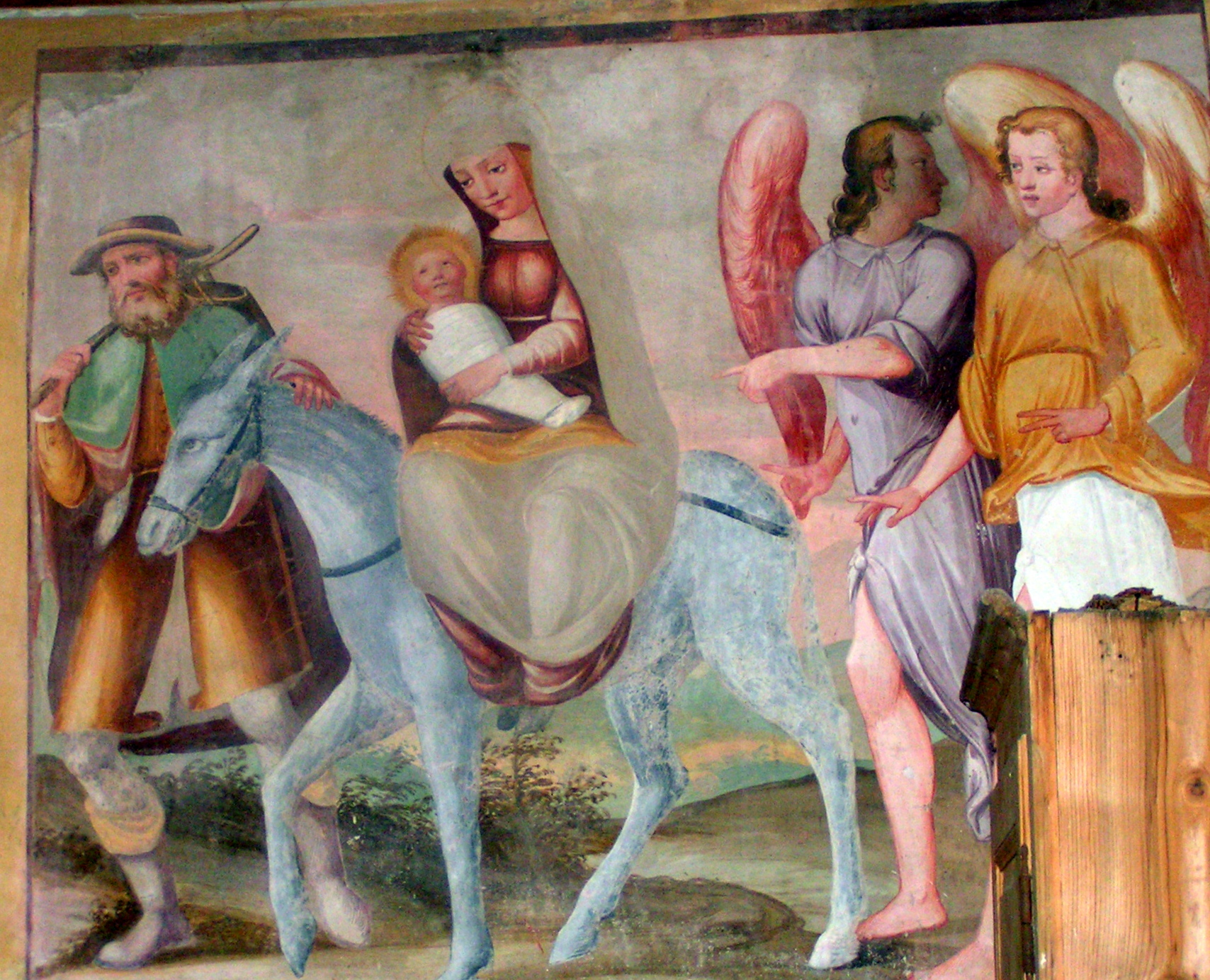
Fuga in Egitto
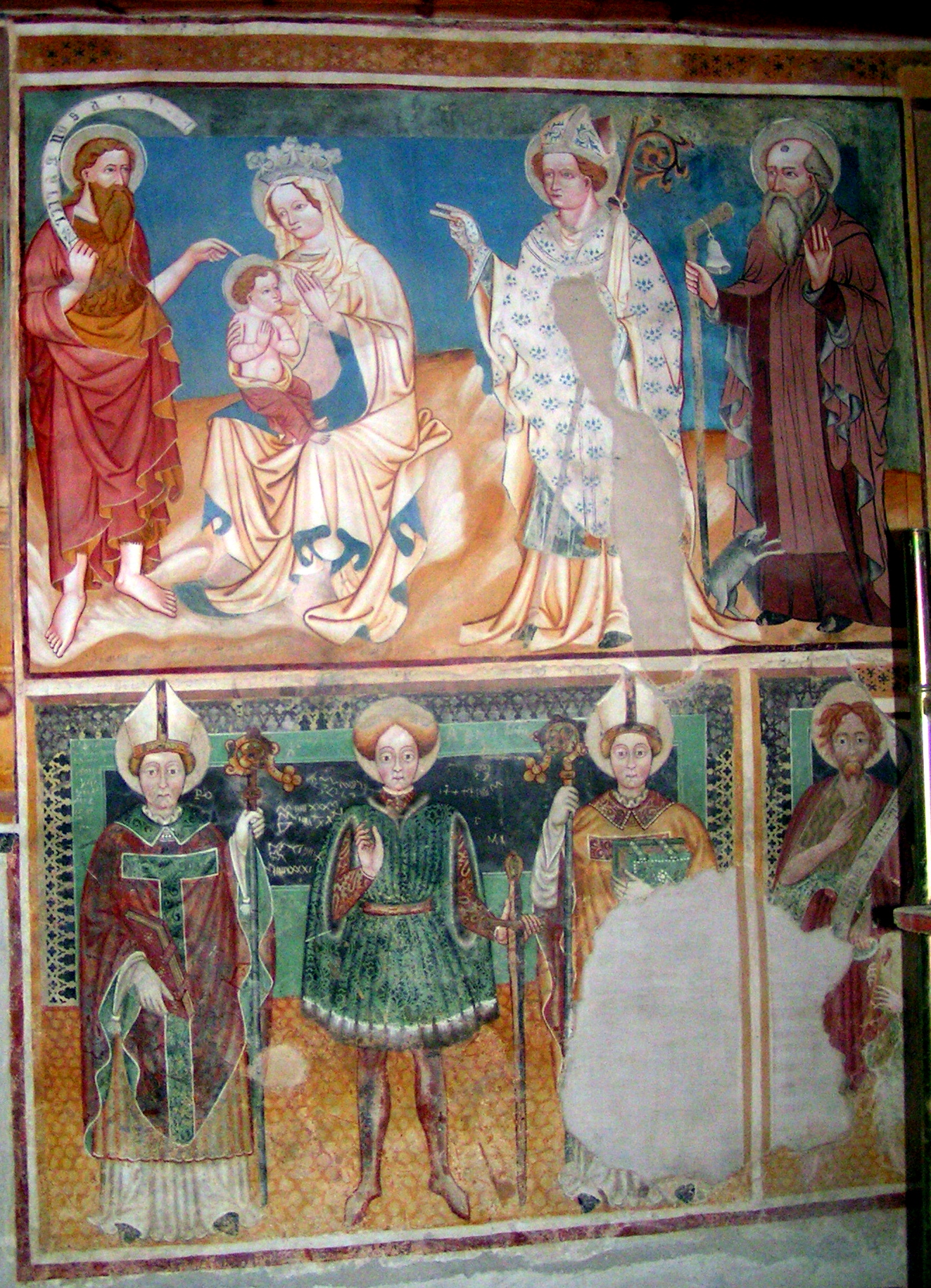
Madonna del latte con il Battista, san Martino e sant'Antonio abate; sotto: Santo guerriero tra due vescovi e il Battista
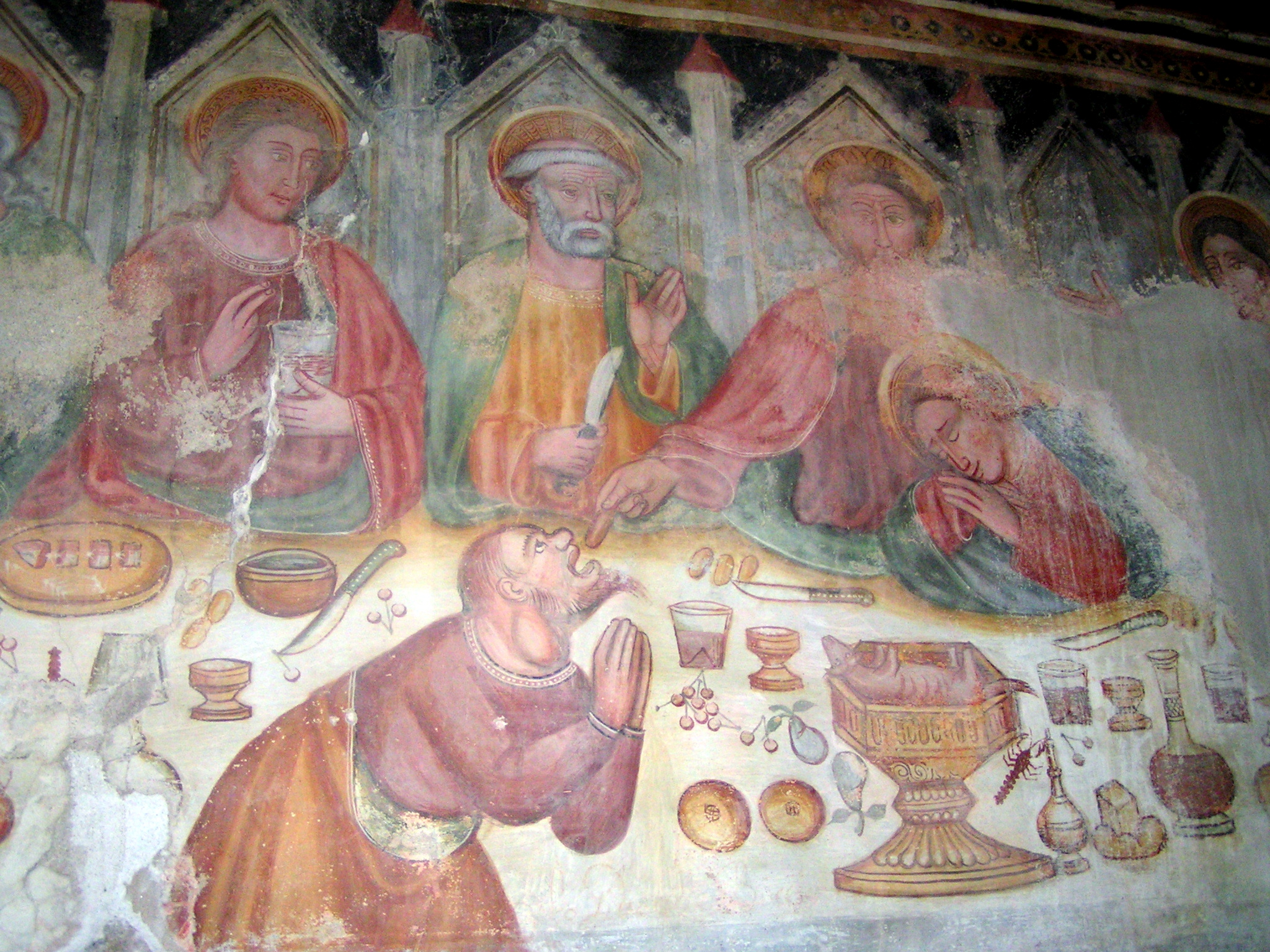
Ultima Cena con Giuda gozzuto
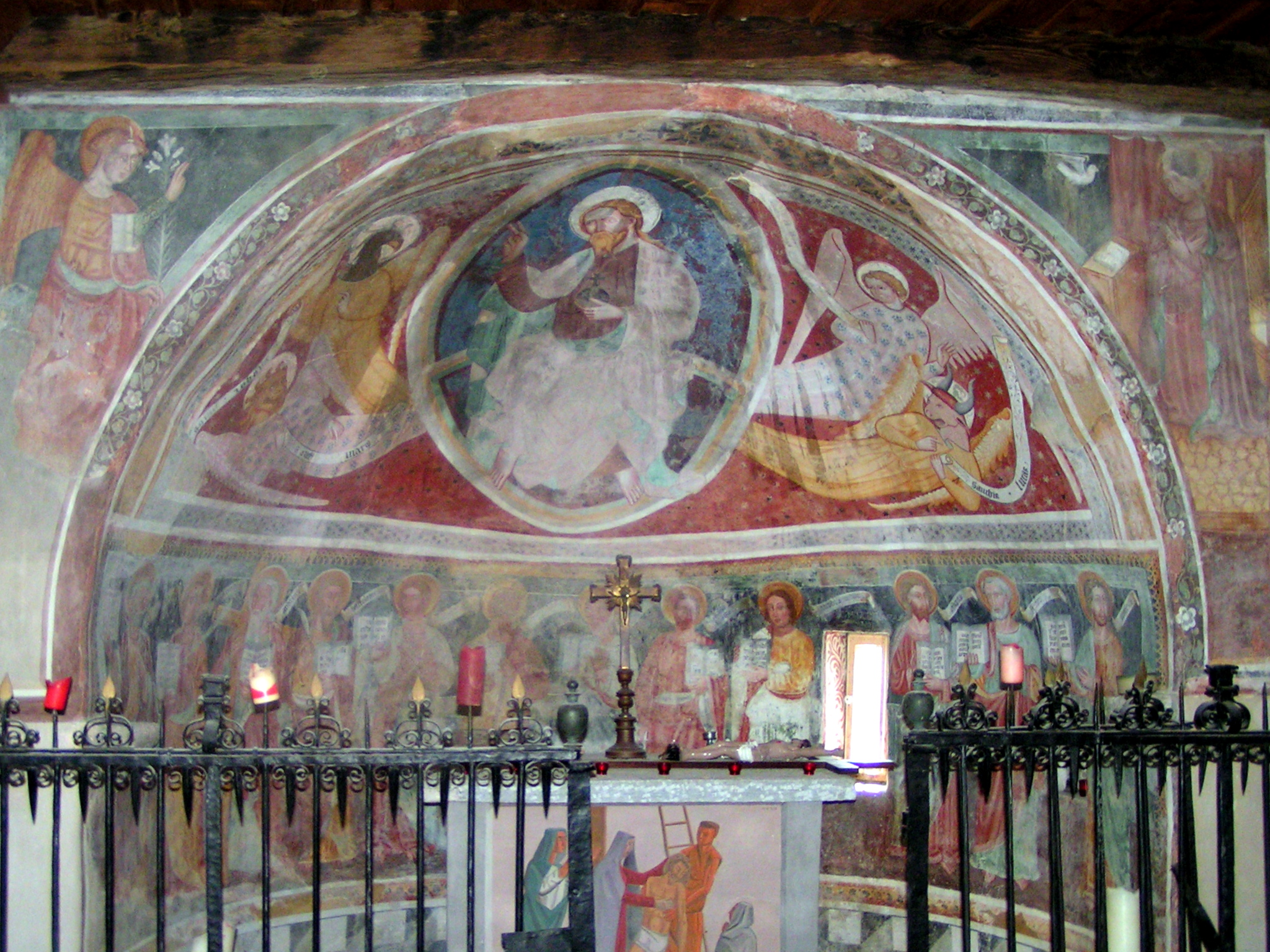
Majestas Domini, Annunciazione, Apostoli e Deposizione
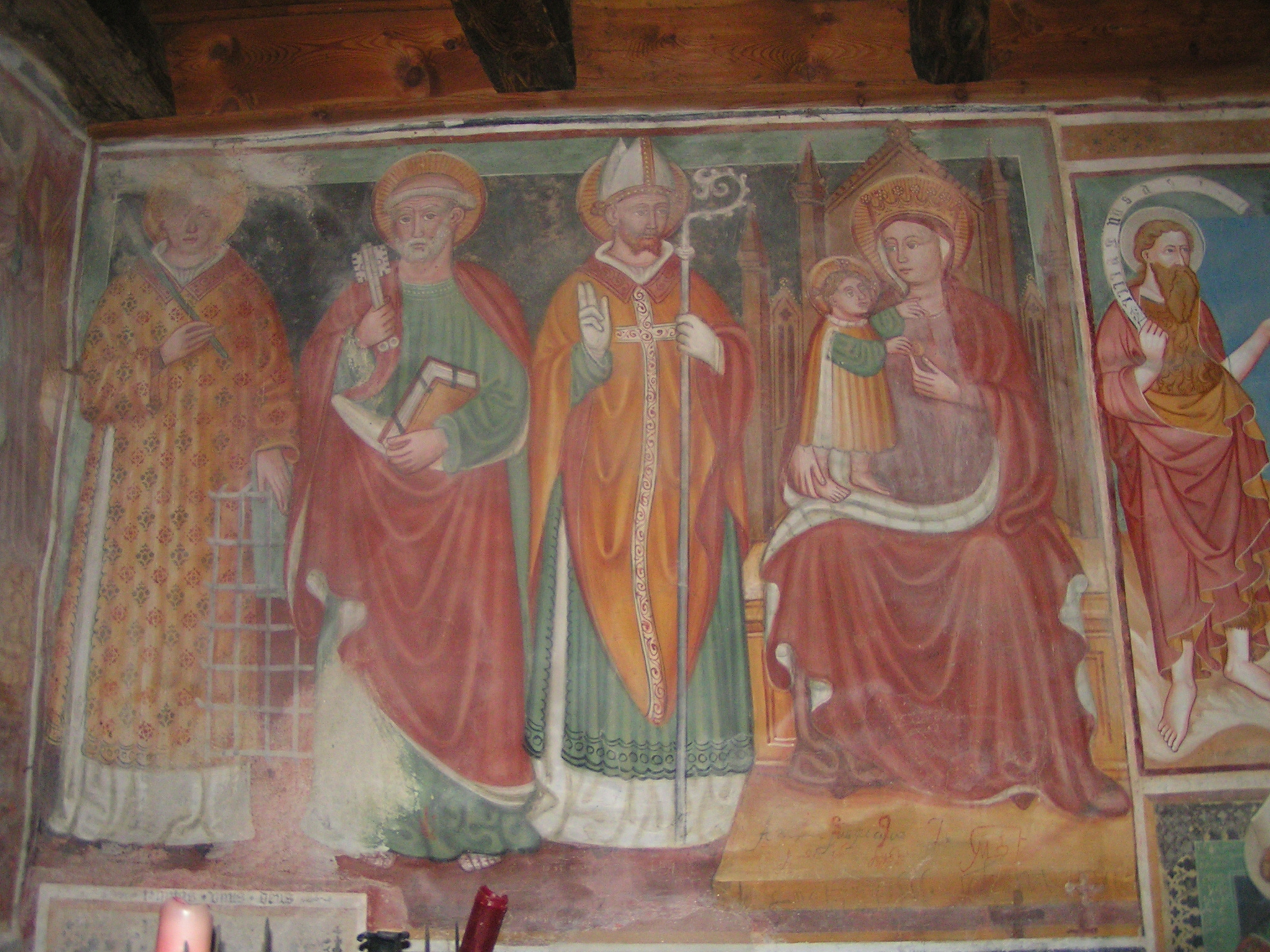
Madonna in trono con san Lorenzo, san Pietro, un santo vescovo e san Giovanni Battista